# TI-73
TI 73 — серия графических калькуляторов производства Texas Instruments.

## История
Оригинальный графический калькулятор TI-73 был первоначально разработан в 1998 в качестве замены TI-80 для использования в средних школах. Его основное преимущество перед TI-80 это 512 КБ флэш-памяти, которая содержит операционную систему калькулятора и тем самым позволяет обновлять таковой. Другими преимуществами по сравнению с TI-80 являются увеличенный размер экрана, добавление порта связи, 25 КБ ОЗУ (по сравнению с 7 КБ ОЗУ у TI-80) и более быстрый 6 МГц процессор Zilog Z80 (по сравнению с 980 кГц). В TI-73 также используются стандартные 4 батарейки AAA с литиевой резервной батареей (вместо 2 литиевых батарей CR2032).
Первоначально TI-73 мог запускать только программы, написанные на TI-BASIC, хотя в дальнейшем ситуация изменилась. В 2005 для TI-73 была выпущена оболочка под названием Mallard, которая позволяет пользователю запускать программы, написанные на ассемблере. Выпущенная в конце 2008 утилита Windows Chameleon позволяет пользователю загружать TI-73 Explorer с немного изменённой прошивкой TI-83 Plus, что придает ему почти эквивалентную функциональность. В 2009 Texas Instruments обновила обложку TI-73 Explorer, чтобы она соответствовала форме корпуса TI-84 Plus большего размера, что привело к небольшому увеличению массы с 182 грамм до 208 грамм. Аппаратное и программное обеспечение осталось неизменным и идентично старому устройству в корпусе TI-83 plus.